# 膵炎
膵炎（すいえん、英: Pancreatitis）とは、何らかの要因により膵臓が炎症を起こした状態の総称。炎症の原因は、ウイルス感染症、胆石、アルコール摂取、薬の副作用、消化酵素などである。急な発症の急性膵炎と徐々に膵臓の機能不全に陥る慢性膵炎がある。

## 分類
臨床の発症状態において以下に分類される。詳細は各項目の記述を参照。
- 急性膵炎（Acute pancreatitis）
- 慢性膵炎（Chronic pancreatitis）

## 要因
要因として以下の疾患が原因となりうる。詳細は各項目の記述を参照。
- アルコール性膵炎
- 自己免疫性膵炎(IgG4関連疾患)
- 遺伝性膵炎
- 膵胆管合流異常症

## 検査
- 血液検査
  - 白血球数増加、CRP・血清アミラーゼ・血清エラスターゼ1値上昇などがみられる。
- 腹部超音波検査
  - 炎症のため腫大した膵臓や、もしくは壊死して萎縮した膵臓などがみられることがある。
- 腹部CT

## 鑑別
マクロアミラーゼ血症
アミラーゼが複合体を形成し、腎臓から排出されなくなるため血中アミラーゼ値が高くなることが知られている。臨床症状は存在しない。尿中アミラーゼは低く、アミラーゼクリアランス/クレアチニンクリアランスは1%未満となる。